# Mojmír Chytil
Mojmír Chytil (ur. 29 kwietnia 1999 w Skalce) – czeski piłkarz grający na pozycji napastnika w Slavii Praga.

## Kariera klubowa
Jest wychowankiem Sigmy Ołomuniec. W pierwszej drużynie tego klubu zadebiutował 14 grudnia 2018 w meczu z Baníkiem Ostrawa, jednak na stałe do pierwszego zespołu został włączony latem 2019. W lutym 2020 przedłużył kontrakt z klubem do czerwca 2023. 23 lutego 2020 strzelił pierwszego gola dla Sigmy w wygranym 1:0 spotkaniu ze Spartą Praga. W sierpniu 2021 został wypożyczony na pół roku do FK Pardubice. W maju 2023 podpisał czteroletni kontrakt ze Slavią Praga. Zadebiutował w tym klubie 22 lipca w wygranym 2:0 meczu z FC Hradec Králové, w którym strzelił gola.

## Kariera reprezentacyjna
Młodzieżowy reprezentant Czech w kadrach U-17 i U-20. W seniorskiej reprezentacji zadebiutował 16 listopada 2022 w wygranym 5:0 meczu towarzyskim z Wyspami Owczymi, w którym strzelił 3 gole, stając się pierwszym piłkarzem w niepodległych Czechach, który tego dokonał (w reprezentacji Czechosłowacji 3 gole w debiucie jako ostatni strzelił Jiří Feureisl w 1956).